# Paolo De Castro
Paolo De Castro (San Pietro Vernotico, 2 febbraio 1958) è un politico ed economista italiano. Già parlamentare europeo, Presidente della commissione agricoltura e sviluppo rurale, è professore ordinario di economia e politica agraria all'Università degli Studi di Bologna. È stato ministro delle politiche agricole dal 1998 al 2000, nel primo e nel secondo governo D'Alema, e dal 2006 al 2008 nel secondo governo Prodi.

## Biografia
Nato a San Pietro Vernotico, in Puglia, da una famiglia di imprenditori agricoli, diventa docente presso l’Università di Bologna.

### Attività politica

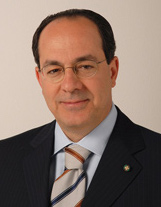
Paolo De Castro eletto alla Camera nel 2006

Da giovane ha militato nelle file del Partito Liberale Italiano. 
Dal 1996 al 1998 è stato consigliere economico del Presidente del Consiglio Romano Prodi a Palazzo Chigi.
Nel 1998 entra nel Governo D'Alema I come Ministro delle politiche agricole (dicastero poi rinominato "Ministero delle politiche agricole e forestali"). È confermato al medesimo dicastero nel secondo governo D'Alema. Nel novembre del 2000 è stato nominato dal Presidente della Repubblica Carlo Azeglio Ciampi Cavaliere di Gran Croce al merito della Repubblica Italiana.
Da gennaio 2001 al maggio 2004 ha presieduto l'istituto di studi economici Nomisma ed è stato inoltre presidente nella "Fondazione Qualivita". Inoltre è stato Direttore Responsabile della Rivista di Politica Agricola Internazionale edita da Edizioni L'Informatore Agrario di Verona e direttore scientifico della testata Genio Rurale.
È  stato special advisor del presidente della Commissione europea Romano Prodi tra il 2000 e il 2002.
Al termine delle elezioni politiche del 2006 è stato eletto alla Camera dei deputati, nella circoscrizione Puglia tra le liste de L'Ulivo. Il 17 maggio 2006 è nominato ministro delle politiche agricole alimentari e forestali nel secondo governo Prodi, succedendo a Gianni Alemanno. Ricopre l'incarico sino alla fine anticipata della XV legislatura, nel 2008.
Alle elezioni politiche del 2008 viene candidato al Senato della Repubblica tra le file del Partito Democratico nella circoscrizione Puglia, venendo eletto. Nella XVI legislatura è stato vicepresidente della 9ª Commissione Agricoltura e produzione agroalimentare del Senato.
Alle elezioni per il Parlamento europeo di giugno 2009 viene eletto europarlamentare per la circoscrizione Italia meridionale con 111 000 preferenze, nella lista del Partito Democratico. Il 20 luglio 2009 viene eletto all'unanimità da tutti i gruppi politici presidente della Commissione per l'agricoltura e lo sviluppo rurale del Parlamento europeo; carica riconfermata il 23 gennaio 2012, fino al 2014.
Nel 2014 si ricandida alle elezioni europee di quell'anno con il PD, questa volta nella circoscrizione del nord-orientale; viene eletto con 86 814 voti, quarto nella circoscrizione. Diviene vice presidente nella Commissione per l'agricoltura e lo sviluppo rurale.
Alle elezioni europee del 2019 viene rieletto nella circoscrizione nord-orientale con 53 254 preferenze, terzo per preferenze. Dal luglio 2019 torna a coprire la carica di coordinatore del gruppo dei socialisti e democratici europei, S&D, in Commissione agricoltura e diviene relatore del nuovo Regolamento sulle Indicazioni geografiche, concluso e approvato dall’aula di Strasburgo a larghissima maggioranza.
Alle successive elezioni europee del 2024 decide di non ricandidarsi dopo tre legislature al Parlamento Europeo e torna a ricoprire la cattedra di economia e politica agraria all’università di Bologna.
Conclude la sua esperienza da europarlamentare, cessando contestualmente la propria attività politica rientrando all’università di Bologna.

## Pubblicazioni
- Verso una nuova agricoltura europea. Quale politica agricola nell'Ue allargata?, Roma, Agra, 2004
- L'agricoltura europea e le nuove sfide globali, Roma, Donzelli, 2010
- Corsa alla terra. Cibo e agricoltura nell'era della nuova scarsità, introduzione di Romano Prodi, Roma, Donzelli, 2011
- De Castro, P., Adinolfi, F., Capitanio, F., Di Falco, S. "Building a New Framework for the Common Agricultural Policy: A Responsibility Towards the Overall Community | Der Aufbau einer neuen Struktur für die Gemeinsame Agrarpolitik: Eine Verantwortung gegenüber der gesamten Gemeinschaft" (2011) EuroChoices 10  (1)  PP. 32 – 36 doi: 10.1111/j.1746-692X.2011.00171.x
- De Castro, P., Adinolfi, F., Capitanio, F., Di Pasquale, J. "The future of European agricultural policy. Some reflections in the light of the proposals put forward by the EU Commission" (2012) New Medit 11  (2)  PP. 4 – 11
- De Castro, P., Di Mambro, A., "The European CAP Reform and the Mediterranean area" in European Common Agricultural Policy (CAP) Reform and the Mediterranean Challenges, Watch Letter N. 27, CIHEAM, Decembre 2013
- "The Politics of Land and Food Scarcity", Oxon, Routledge, 2013